# Амиров, Раиф Кадимович
Раиф Кадимович Амиров (род. 3 ноября 1941, Начарово, Башкирская АССР) — советский и российский педагог, писатель

, драматург, литературный критик, учёный-литературовед. Доктор филологических наук (1986), профессор (1987). Член Союза писателей СССР (1981). Заслуженный деятель науки РБ (1991).

## Биография
Амиров Раиф Кадимович родился 3 ноября 1941 г. в д. Начарово Балтачевского района Башкортостана в крестьянской семье. Отец работал трактористом колхоза. Во время Великой Отечественной войны он погиб в 26 лет в Прибалтике. Его мать, Замига, одна поставила на ноги и воспитала двух также рано осиротевших племянниц и Раифа.
Раиф Кадимович окончил начальную школу в д. Начарово, семилетнюю — в д. Зилязекулево, среднюю — в д. Верхнекарышево Балтачевского района РБ. Учась в школе, много читал, подрабатывал в колхозе.
В 1958 году поступил, а в 1963 году окончил филологический факультет Бирского педагогического института. С 1962 года работал в институте преподавателем кафедры литературы.
После окончания института Раиф Кадимович работал учителем русского языка и литературы, с 1963 по 1964 год — зам. директора Старо-Базановской средней школы Бирского района БАССР, с 1964 по 1964 годы — педагогом Байгильдинской средней школы Нуримановского района БАССР.
В 1965—1968 годах учился в аспирантуре на кафедре советской литературы Московского областного пединститута имени Н. К. Крупской. Защитил кандидатскую диссертацию. В 1968—1974 годах работал преподавателем, доцентом кафедры литературы Бирского пединститута. В 1986 году защитил докторскую диссертацию. С 1987 года — профессор. С 1984 г. по 2010 г. — зав. кафедрой литературы института.
Область научных интересов Р. Амирова — системы жанров и стилей в литературах народов РФ, публицистика. В работах Р. Амирова «На стрежне жизни» (1977), «Летопись современности» (1985). «На стремнине» (1988), «Человек во времени», «История личности — история народа», «Татары Башкортостана» дан анализ этапов формирования и развития публицистических жанров. Он одним из первых проанализировал роль абызов и сэсенов как выразителей народных чаяний в период башкирских восстаний. Его пьесы с шли на сцене Татарского драматического театра «Нур» в Уфе.
Р. К. Амиров — председатель секции очерка и публицистики Союза писателей и секции культуры Башкирской организации общества «Знание», член правления Башкирского республиканского отделения Всесоюзного общества охраны природы, член общественного совета Госкомприроды РБ, член редколлегии журнала «Учитель Башкирии».

## Творческая деятельность
Р. Амиров — автор 15 монографий и пособий, более 500 статей и рецензий, драматических и прозаических произведений.
- Амиров Р. К. Башкирский советский очерк (1917—1971 г.г.) : автореф. — М., 1967. — 20 с.
- Амиров Р. К. Тормыш алкынында. — Уфа, 1976.
- Амиров Р. К. На стрежне жизни: Очерк и время. — Уфа: Башк. кн. изд-во, 1977. — 171 с.
- Амиров Р. К. Чтобы шагнуть в завтра : статьи и портреты. — Уфа: Башк. кн. изд-во, 1982. — 280 с.
- Амиров Р. К. Летопись современности : история формирования и развития публицистических и художественно-публицистических жанров в башкирской дореволюционной литературе. — Уфа: Башк. кн. изд-во, 1985. — 272 с.
- Амиров Р. К. Формирование и развитие художественно-публицистических жанров в башкирской литературе : автореф. — Ташкент, 1986. — 34 с.
- Амиров Р. К. Формирование и развитие художественно-публицистических жанров в башкирской литературе. — Уфа, 1986. — 125 с.
- Амиров Р. К. На стремнине : история формирования и развития художественной публицистики и её жанров в башкирской литературе дореволюционного и сов. времени. — Уфа: Башк. кн. изд-во, 1988. — 125 с.
- Амиров Р. К. Поэзия Н.Языкова. — Уфа, 1988.
- Амиров Р. К. Человек во времени. — М.: Современник, 1991. — 225 с.
- Амиров Р. К. От личности к народу. — Уфа, 2001.
- Амиров Р. К. Реклама и мы. Особенности национально-региональной рекламы. — Уфа, 2001.
- Амиров Р. К. Татары Башкортостана. — Уфа, 2001.
- Амиров Р. К. Это только игра : пьесы, переводы с арабского. — Уфа: Изд-во БГПУ, 2011.
- Амиров, Р. К., Шавалеева В. Д. «Лейтенантская проза» и творчество Ахияра Хакимова о войне. — Уфа: Изд-во БГПУ. — 2011. — 108 с.
- Амиров Р. К. За наше и ваше завтра : о творчестве А. Генатуллина в контексте лейтенантской прозы. — Уфа: Гилем, 2012. — 123с.
- Амиров Р. К. И в Бикметово есть горы : о творчестве Суфиана Сафуанова. — Уфа, 2013. — 210с.
- Амиров Р. К. Святая душа : о творчестве Мариуса Максютова. — СПб., 2013. — 120с.
- Амиров Р. К. Молодой жанр молодой литературы : о башкирской прозе // Уч. зап. / Моск. обл. пед. ин-т им. Н. К. Крупской; Т. 187: Советская литература. — М., 1967. — Вып.8. — С. 113—122.
- Амиров Р. К. «Поворот» Г.Хайри как первый башкирский национальный роман // Матер. науч. конф. к 50-летию образования Башкирской АССР: тез. докл. — Уфа, 1969. — С. 69-70.
- Амиров Р. К. У истоков башкирского советского очерка // Уч. Зап. / Бирский гос. пед. ин-т. — Куйбышев, 1969. — Вып. 64.

## Награды и звания
- Заслуженный деятель науки РБ (1991)
- Медаль Всемирного конгресса татар (2001)
- Международная премия им. Кол Гали
- Премия им. Я. Ялкайна
- Почётный работник высшего профессионального образования Российской Федерации
- Академик Международной академии наук высшей школы (1994).
- Золотая медаль Академии наук Республики Татарстан «За достижения в науке» (2021 год)[2].